# Ljekarnik
Ljekarnik ili farmaceut zdravstveni je djelatnik, koji posjeduje znanje i stručnost o lijekovima i medicinskim sredstvima, i koji u okviru farmaceutske zdravstvene zaštite obavlja različite poslove u distribuciji i izradi lijekova u cilju postizanja optimalnih rezultata liječenja pacijenata. Za razliku od ljekarnika, farmaceutski tehničari: farmaceutsku zdravstvenu djelatnost u ljekarnama mogu obavljati samo u prisustvu ljekarnika (diplomiranoga farmaceuta, magistra farmacije).
Ljekarnik može posjedovati vlastitu ljekarnu i raditi u njoj kao privatni poduzetnik ili svoje radne aktivnosti može obavljati u javnoj ljekarni (primarna zdravstvena zaštita) ili u bolničkoj ljekarni (sekundarna i tercijarna zdravstvena zaštita).
Kako ljekarnik posjeduje znanje i stručnost o lijekovima i medicinskim sredstvima, od njega se očekuje primjena znanja i stručnosti za dobrobit svojih pacijenata i propisivanje farmaceutskih proizvoda koji su neškodljivi, djelotvorni i odgovarajuće kvalitete, a koji se koriste u sprečavanju ili liječenju bolesti, ublažavanju simptoma bolesti, poremećaja i tegoba, kao i dijagnosticiranju oboljenja.
Kada procijeni da je to u interesu pacijenta, ljekarnik je dužan pravovremeno uputiti pacijenta kod najmjerodavnijeg zdravstvenog stručnjaka poštujući načelo autonomije pacijenta, kao i načelo primum non nocere (»najprije ne škoditi«).
Ljekarnik je dužan u granicama svoje stručne osposobljenosti spriječiti nepravilno liječenje pacijenta, kada procjeni da je to u interesu zdravlja pacijenta. 
Ljekarnik drži u tajnosti sve informacije u vezi s korisnicima njegovih usluga dobivene tijekom obavljanja farmaceutske zdravstvene djelatnosti, jer se te informacije smatraju stručnom, odnosno profesionalnom tajnom. Prilikom izdavanja lijekova na recept i/ili bez recepta, ljekarnik je obavezan izdavanjem terapijskih paralela i odabira medicinskih sredstava pružiti savjet i nužne informacije o lijeku (doziranje, moguće nuspojave, interakcije s drugim lijekovima i/ili hranom, način čuvanja lijeka i drugo), kao i provjeriti je li ove informacije pacijent razumio i zapamtio. Ljekarnik ima pravo na priziv savjesti tj. može odbiti izdavanje proizvoda koji se kosi s njegovim osobnim, moralnim i etičkim uvjerenjima (pr. kontracepcije).